# Cosmopterix lungsuana
Cosmopterix lungsuana là một loài bướm đêm thuộc họ Cosmopterigidae. Loài này có ở Thái Lan.